# Пери (Мичиген)
Пери (Мичиген) (енгл. Perry) град је у америчкој савезној држави Мичиген. По попису становништва из 2010. у њему је живело 2.188 становника.

## Демографија
Према попису становништва из 2010. у граду је живело 2.188 становника, што је 123 (6,0%) становника више него 2000. године.
| Група             | 2000.         | 2010.         |
| Белци             | 2.009 (97,3%) | 2.098 (95,9%) |
| Афроамериканци    | 4 (0,2%)      | 7 (0,3%)      |
| Азијати           | 8 (0,4%)      | 6 (0,3%)      |
| Хиспаноамериканци | 15 (0,7%)     | 37 (1,7%)     |
| Укупно            | 2.065         | 2.188         |